# Owe Andréasson
Alf Owe Ingvar Andréasson, född 27 februari 1930 i Vinbergs församling i Halland, död 10 juli 2010 i Falkenberg, var en svensk verktygsmakare och socialdemokratisk politiker, som var riksdagsledamot mellan 1974 och 1994 för Hallands läns valkrets.
Owe Andréasson är begravd på Skogskyrkogården i Falkenberg.